# Ermita de Sant Amanç (Anglès)
L'ermita de Sant Amanç és un santuari al veïnat de les Masies de Sant Amanç, al municipi d'Anglès (la Selva). Aquesta edificació està catalogada com a patrimoni arquitectònic pel Departament de Cultura de la Generalitat de Catalunya. L'aplec festiu de Sant Amanç se celebra a les darreries de setembre a l'ermita. Aquest aplec l'organitza la mateixa associació que s'encarrega de la restauració de l'ermita.

## Història
La primera menció que es té d'aquesta ermita data del 1019, anomenant-la Sancti Amancii Anglensis. Alguns autors creuen que la menció del 860 d'una església construïda a la Vallis Anglensis es referia a aquesta edificació. Situada a cavall entre Anglès i Sant Martí Sapresa, l'ermita de Sant Amanç va ser seu d'una parròquia abans que aquestes dues viles (fins i tot Sant Martí Sapresa n'era sufragània inicialment). Aquest fet va propiciar l'aparició, al seu voltant, del veïnat homònim de masies disperses.
El descens de població al veïnat propicià que a partir del 1362, es canviés la condició de sufragància i Sant Amanç passés a dependre de la parròquia de Sant Martí Sapresa. A partir del segle xv, el culte hi decaigué, fins al seu complet abandonament al segle xix.
A partir del 2007, una associació sense ànim de lucre, composta per veïns de la zona i d'altres professionals n'està restaurant l'estructura, havent aconseguit el tancament complet del teulat aquest mateix 2011.
Les obres de restauració de l'església finalitzaren l'any 2014. El 15 de novembre de 2014, el bisbe de Girona, Monsenyor Francesc Pardo i Artigas va presidir la missa en companyia dels voluntaris, socis, feligresos i altres persones que han ajudat a restaurar aquest temple de Sant Amanç. S'ha donat gràcies a Déu, amb la satisfacció plena d'haver-se preservat per a generacions futures un patrimoni important per a la vila d'Anglès.

## Arquitectura
Aquesta ermita és d'estil romànic, amb una forma molt peculiar. En destaca el seu absis rectangular. Perpendicular a l'absis i orientada de nord a sud, hi ha la nau, amb una volta de canó lleuregament apuntada. Alguns experts estan oberts a la possibilitat que en veritat, aquesta no fos més que un transsepte, però que per motius desconeguts, la construcció de l'ermita s'hagués hagut d'acabar prematurament, deixant-la com a nau. Al mur sud es troba la porta d'accés, amb un campanar de cadireta de dos ulls.
Al costat nord de l'absis, hi ha una petita sagristia, fruit d'una reforma posterior. L'afegit d'aquest element va variar la planta original de l'església, com també ho feu la construcció d'un habitatge, adossat a la façana oest de la construcció. Aquest habitatge es troba actualment enrunat, però encara es poden observar a la teulada de l'església, les escales que partien des d'aquest i servien per a arribar a dalt de tot del campanar.